# Невероятные происшествия в женской камере № 3
«Невероя́тные происше́ствия в же́нской ка́мере № 3» — «тюремный» роман 2020 года российской писательницы Киры Я́рмыш.

## История
26 октября 2020 года в издательстве «Corpus» вышел роман Киры Ярмыш под названием «Невероятные происшествия в женской камере № 3».
Роман относится к категории «18+».
Книга Ярмыш стала предметом повышенного спроса и была переиздана годом позже: в 2021 году, в издательстве АСТ, в серии «Русский Corpus».

## Сюжет
Главная героиня книги — девушка Аня, попавшая в спецприёмник из-за участия в антикоррупционном митинге. Роман основан на личном опыте автора; Алексей Навальный рассказал, что именно он убедил Ярмыш написать книгу.

## Критика
- Дмитрий Быков назвал «Невероятные происшествия…» «весёлым и увлекательным тюремным романом», автор которого рассказал «о самом важном и болезненном — о той самой новой России, которая умудрилась родиться, вырасти и состояться вопреки всему».
- По словам Бориса Акунина, это «очень своевременная книга», текст которой «сильно живей, чем у Горького»[5][6][7].
- Галина Юзефович назвала роман «очень личным, глубоко универсальным, очень увлекательным и подлинно актуальным», характеризующим на уровне метафоры природу отношений между человеком и государственной машиной современной России[8].

## Скандалы
- «Невероятные происшествия…» планировалось представить на книжной выставке-ярмарке Non/fiction в Москве в марте 2021 года, однако руководство ярмарки в последний момент отменило презентацию. Ярмыш по этому поводу заявила, что это было сделано по политическим мотивам[9]. Михаил Зыгарь, Евгений Ройзман и другие участники ярмарки поддержали Киру Ярмыш в своих выступлениях[10].
- 09 августа 2021 года[11][12] глава Федерального проекта по борьбе с коррупцией, …адвокат Виталий Бородин просит Генпрокуратуру проверить книгу пресс-секретаря Алексея Навального Киры Ярмыш на пропаганду наркотиков и гомосексуализма.
  - Получил ли данный запрос какое-либо практическое продолжение — неизвестно. Поэтому, предположительно, нет.